# Cecilia Gallerani
Cecilia Gallerani (Siena, 1473 – San Giovanni in Croce, 1536) was een Italiaanse vrouw. Ze was een minnares van de hertog van Milaan Ludovico Sforza en huwde later met graaf Ludovico Carminati de' Brambilla. Aan het Milanese hof poseerde ze voor Leonardo da Vinci's beroemde schilderij De dame met de hermelijn (1490). Ook van Bartolomeo Veneto zouden twee portretten Gallerani afbeelden. Gallerani organiseerde zelf salons, waarop intellectuelen filosofische en andere onderwerpen bespraken.
- Gemeinsame Normdatei: 128641444
- International Standard Name Identifier: 0000 0000 7870 5386
- Library of Congress Control Number: n99041628
- Nationale Bibliotheek van Tsjechië: js20060915008
- Nationale Bibliotheek van Polen: a0000002067321
- Système universitaire de documentation: 169870758
- Virtual International Authority File: 26396260
- WorldCat: E39PBJtH3VqCDv8JCvKjDfWxDq